# 超耕21ガッター
超耕21ガッター（ちょうこうにじゅういちガッター）は、新潟県で活躍しているローカルヒーロー。

## 概要
- 新潟県のオリジナル・ヒーローを造ろうと、株式会社クラビスの浅川進が企画。秋田県で超神ネイガーを手掛けたF2-zone（秋田県にかほ市）の海老名保に製作を依頼し、2009年7月に新潟市、長岡市で同時デビュー。以後、新潟県各地でキャラクターショーを行っている。
- プロモーションムービーはyoutubeにて11000回以上、閲覧されている（2010年12月10日現在）
- クッキーやフィギュア・携帯ストラップなどのグッズが新潟ふるさと村や、新潟空港、弥彦山売店、JR新潟駅、湯沢駅、県内高速道路サービスエリアにて販売しており、キャラクターショーの終わりに販売している時もある
- 2011年に新潟総合テレビの「大好き新潟キャンペーン」キャラクターに選ばれイベントなどで新潟のPR活動を行う。

## 物語
近未来の2050年、さまざまな害虫が増え、害虫駆除と農業効率化を目指し、農業安全管理局（ASM）で新しいプロジェクトが立ち上がった。実験につぐ実験の末、試作21型にしてようやく農業強化型スーツが完成、「超耕(ちょうこう)システム21型」スーツと名付けられる。実用化を目前にしたそのとき、宇宙からショッタリアン帝国の怪人が飛来、新潟のコメを食い荒らそうと暴れ始めた。「超耕システム21型」スーツを託されたエイチ・ゴウは21ガッターに変身しショッタリアン帝国の怪人たちを退治するも、怪人たちはコメを食い荒らそうとタイムマシーンで現在へとタイムスリップ、エイチ・ゴウもまた怪人を追い現代へ向かうのだった。

## キャラクター

### 超耕21ガッター
2050年の新潟で農家を営む、心から「新潟」「米」を愛する青年エイチ・ゴウがショッタリアン帝国からやってきた怪人と戦うため農業安全管理局（ASM）から託された未来型農業開発スーツ超耕システム21型により「超耕(ちょうこう)!」のかけ声とともに変身した姿。スーツは充電式。

#### 必殺技
- コンバインレガース・二条ゲリ - 足をガードするコンバイン型のレガースを使った２連続の回し蹴り。
- おにぎりにぎにぎライスボール・クラッシュ - エネルギーをおにぎりのように握って、右手から強烈なパンチを繰り出す。連続で繰り出す「大盛り」、より多く連続で繰り出す「特盛り」がある。
- 豊作祈願・田植ぇ～ブ(たううぇーぶ) - 田植えのポーズから地面伝いにエネルギー波を発し、敵を粉砕する。

#### 武器
- ガッター・カッター - 一分間に21ヘクタールの草を刈れる柿の種型の鎌[1]。手持ちの武器やブーメランとして用いる。ザリガニータによって一度折られたが、腰光博士によって下記のMarkIIにパワーアップした。
- ガッター・カッターMarkII　-　ガッターカッタ―の1.2倍の威力鎌。本体の隅に小さく「MarkII」と書いてある。

#### アイテム
- 超耕軍手 - ガッターの変身アイテム。左手には「超」、右手には「耕」とそれぞれ刺繍してある。両手にこの軍手をはめ、両手を大きく広げたあと、腕の前で両手をクロスしながら「超耕!」と叫ぶことで変身する。一度ザリガニータによって真っ二つに切られてしまったが、Negiccoによって修復された。
- ショッタレーダー - ポケベル型アイテム。いつどこにいても、ショッタレ反応を感知できる。

#### マシン
- ガッターコンバイン - 時間を超えてショッタリアン帝国を追跡することができるコンバイン型のタイムマシン。

#### 関連人物
- 腰光(こしひかり)博士 - 初期からガッターを支えてきたASMの科学者。武器の開発などでガッターをサポートするが、どこか抜けている。のちに謹慎となる。
- 腰息吹(こしいぶき)博士 - 謹慎となった腰光博士に代わってガッターをサポートするASMの科学者。腰光博士と同じく、どこか抜けている。腰光博士の上司。
- 人芽惚(ひとめぼれ)師匠- 白髪の老人。エイチ・ゴウは師匠と呼んでいる。毎回家事をエイチ・ゴウに押し付けているが人芽惚はそれを「修行」と言い張る。

　エイチ・ゴウも薄々家事ではないかと思っているが、その家事をこなすと体のキレが増す。
　

### 謎の男「流れ笹次郎」
超耕21ガッターを影から支え、風の様に去って行く点からガッターの味方の様だが、その目的などその名の通り謎に包まれている。まれに愛犬である黒豆柴「ちまき」を連れている時がある。

#### 必殺技
- 笹弾豪 - 笹弾豪を爆弾として投げつける。「笹弾豪あんこ多め」、「笹弾豪カロリー控えめ」などのバリエーションもある。
- 北宝刀 八海斬 - 回転して北宝刀で敵を斬る。
- 北宝刀 葉緑双 - ツターンカメムシの魔術で操られていた人々を元に戻した。
- 北宝刀シャープネス - 切れ味の増した北宝刀で敵を斬る。
- 笹手裏剣 - 笹の葉型の手裏剣を投げつけて攻撃する。

#### 武器
- 笹弾豪/ササダンゴウ - 笹団子型の武器。手にはめたり、投げて爆弾として使う。
- 北宝刀/ポッポトウ - ぽっぽ焼き型の刀。三条に現れた際には研ぎ石で研いでいた。

#### 関連
- ちまき - 笹次郎の愛犬。人間の言葉を話すことができ、笹次郎に命令する謎の黒い豆柴犬。赤いバンダナをつけている。

### ショッタリアン帝国
「惑星ダレコッペ」にある悪の帝国。名前の由来は新潟の方言でだらしないを意味するしょったれから。

#### ツターンカメムシ
ショッタリアン帝国の首領。2050年新潟の米を狙いやって来たが、ガッター登場により2009年までタイムスリップしてきた。固い鎧により、守備は鉄壁。手下を操り、ガッターを苦しめる。ニオイが臭く、おならはさらに臭い。

#### 必殺技
- ファイヤー・ホウヒー - おならに火打石で火をつけて、火炎放射器のように攻撃する。
- にぎりっぺ - とても臭いにぎりっぺで人間を気絶させる。

### ザリガニータ
ショッタリアン帝国のエイリアン。何でも切りきざむのが大好きな「破壊王」。取り外し式のハサミを持ち攻撃力と運動能力が非常に高く、ガッターとて油断は出来ない。バックで逃げるのがとにかく早い。信濃川に出没するケースがある。通り名は「とれとれぴちぴち！ザリガニータ」

#### 必殺技
- 空中三回切り - 体を回転させながら、敵をはさみで斬りつける。本人が言うには、3回転までが目が回らない限界の数らしい。強化版の「空中三回切りレボリューション」もある。
- コークスクリューはさみ突き - きりもみ回転を加えたはさみで敵を突く。
- バク宙しっぽアタック - バク宙回転で敵にしっぽをたたきつける。特別編の未公開シーンに登場。ツターンカメムシにどう見ても失敗だろと言われてしまった。

### モゾコキムシ
ショッタリアン帝国の戦闘員、モゾモゾしている姿が可愛いモゾコキムシ。奇抜な動きでガッターの集中力を奪い、攻撃してくるため油断するとイタイ目に合うことになる。名前の由来は新潟の方言でだだをこねたり、意味のわからないことばかり言っている人や寝言を意味するもぞこきに由来する

#### アイテム
- ショッタブレット - 普通の回覧板にしか見えないが、タブレット端末のように動画を再生することができる。

## テレビ放映

### 第1作
2010年12月25日に新潟総合テレビにて放映。ロケは、新潟県小千谷市、新潟市内を中心に行われた。主人公、エイチ・ゴウ役のたかのりは新潟県長岡市出身のアコースティックデュオ「ひなた」のメンバーでオープニングテーマ「超耕21ガッター」も担当している。エンディングテーマ「ガッター!ガッター!ガッター!」を歌う新潟県のご当地アイドル「Negicco」がゲスト出演。脚本から殺陣付け、演出・撮影・編集・VFX・アクションスタント等、新潟県長岡市に本社を置く映像・イベント会社の「株式会社if」がすべて行っている。

### 第2作
第1弾の好評を受け2011年7月18日に放送、新潟市内をはじめ、長岡市などでロケが行われた。

### 超耕21ガッター 新潟の食を!文化を!自然を守れ!
2012年4月7日より6月30日まで、毎週土曜日午前10:30〜10:35の全13回でレギュラー放送、全13話、DVD全1巻。
| 回 | ロケ地                                   | 主役                      |
| -- | ---------------------------------------- | ------------------------- |
| 1  | 妙高市（赤倉観光ホテル）                 | 超耕21ガッタ―             |
| 2  | 上越市（高田城址公園）                   | 超耕21ガッタ―             |
| 3  | 糸魚川市（マリンドリーム能生）           | 流れ笹次郎                |
| 4  | 佐渡市（佐渡金山）                       | 超耕21ガッタ―             |
| 5  | 佐渡市（矢島・経島）                     | 流れ笹次郎                |
| 6  | 柏崎市（柏崎港観光交流センター「夕海」） | 超耕21ガッタ―             |
| 7  | 弥彦村（弥彦神社）                       | 流れ笹次郎                |
| 8  | 三条市（三条鍛冶道場）                   | 流れ笹次郎                |
| 9  | 新発田市（月岡温泉月姫広場）             | 超耕21ガッタ―             |
| 10 | 村上市（味匠喜っ川）                     | 超耕21ガッタ―             |
| 11 | 村上市（笹川流れ）                       | 流れ笹次郎                |
| 12 | 長岡市（アオーレ長岡）                   | 超耕21ガッタ―             |
| 13 | 新潟市（新潟県庁）                       | 超耕21ガッタ―・流れ笹次郎 |

### 超耕21ガッター～ショッタリアン帝国の逆襲～
2013年1月10日より毎週木曜日16:45～17:00のレギュラー放送第2弾、全13話、DVD全2枚。

### 進め!ちびガッター（テレビアニメ）
2017年7月3日から同年10月16日まで毎週月曜日18:52～18:54に放送、全13回。同作実写ドラマのセルDVDに付属の4コマ漫画「進め!ちびガッター」をベースにした、同作初のテレビアニメ。「超耕21ガッター」を企画した株式会社クラビスの浅川進がプロデューサーを務めている。アニメーション及び脚本制作はZinnia Works 一色美奈子が、作画は多田直子が担当。また、同作のエンディングテーマは、実写ドラマ版と同様「ひなた」が担当している。